# Prinskullen
Prinskullen är ett naturreservat i Askersunds kommun i Örebro län.
Området är naturskyddat sedan 1979 och är 40 hektar stort. Reservatet ligger vid Vättern och omfattar i söder en del av Askersundsåsenhöjden, där kallad Prinskullen och i norr av ett flackt område med Rudatjärnen och en tallmosse. Reservatet består av barrskog på åsen, lövskog med ek på de lägre delarna och tall kring tjärnen.